# När blir det min tur
 När blir det min tur är Jan Erik Svenssons andra studioalbum från 1980.
Arrangerad av Jan Hellberg och Jan Erik Svensson. Producerad av Stig Wiklund.
Inspelad i studio GMP, Rågsved, Stockholm 1979-1980.
Tekniker: Uno Segerhem, Stig Wiklund.
Mixad i studio GMP av Uno Segerhem, Stig Wiklund och Jan Hellberg.

## Musiker
- Jan Erik Svensson - Text & musik, sång, gitarr
- Jan Hellberg - Elgitarr, gitarr, bakgr.sång, tamburin
- Rutger Gunnarsson - Elbas
- Roger Palm – Trummor
- Ulf Andersson – Saxofon
- Janne Lindgren – Pedal steelguitar
- Tomas Haglund – Fiol
- Revansch – bakgr.sång
- Christoffer Hallgren – Mandolin
- Marcos Monseratt  – Percussion
- Håkan Peters – Piano, orgel
- Malou Berg – bakgr.sång

## Låtlista
1. ”Ambition” - (4:58)
2. ”Lagom” - (2:44)
3. ”Vänner-Bekanta” - (5:00)
4. ”Om Den Levande Dialogen” - (3:45)
5. ”Tokiga Maria” - (4:28)
6. ”Min TV Min TV” - (2:45)
7. ”Visst Är Du Ensam” (Håkan Steijen)- (5:28)
8. ”Min Flicka” - (4:30)
9. ”När Blir Det Min Tur” - (5:35)
10. ”En Musikers Dilemma” - (4:48)